# Seydewitz (Belgern-Schildau)
Seydewitz ist ein Ortsteil der Stadt Belgern-Schildau im Landkreis Nordsachsen in Sachsen.

## Lage
Das Gassendorf Seydewitz liegt an der sächsisch-brandenburgischen Grenze südwestlich der Stadt Mühlberg/Elbe an der Bundesstraße 182 in der Belgern-Mühlberg Elbe-Aue. Zwischen den Ortsteilen Staritz und Seydewitz verbindet eine Elbbrücke Sachsen und Brandenburg in Richtung Mühlberg/Elbe.

## Geschichte
1251 wurde Sydewicz erstmals erwähnt. 1816 nannte sich das Dorf wie heute Seydewitz. 1551 wohnten in dem sich entwickelnden Dorf 32 Personen, 1818 waren es 106 und 1946 193. Die Bewohner waren zu unterschiedlichen Zeiten nach Staritz und nach Schirmenitz eingepfarrt. Die amtliche Behörde war erst in Torgau, eine Zeit in Mühlberg/Elbe und heute wieder in Torgau.
Die Eingemeindung nach Wohlau erfolgte am 20. Juli 1950 und die Umgliederung nach Belgern 1994. Seit dem 1. Januar 2013 gehört Seydewitz zu Belgern-Schildau.